# Massacre de Bisho

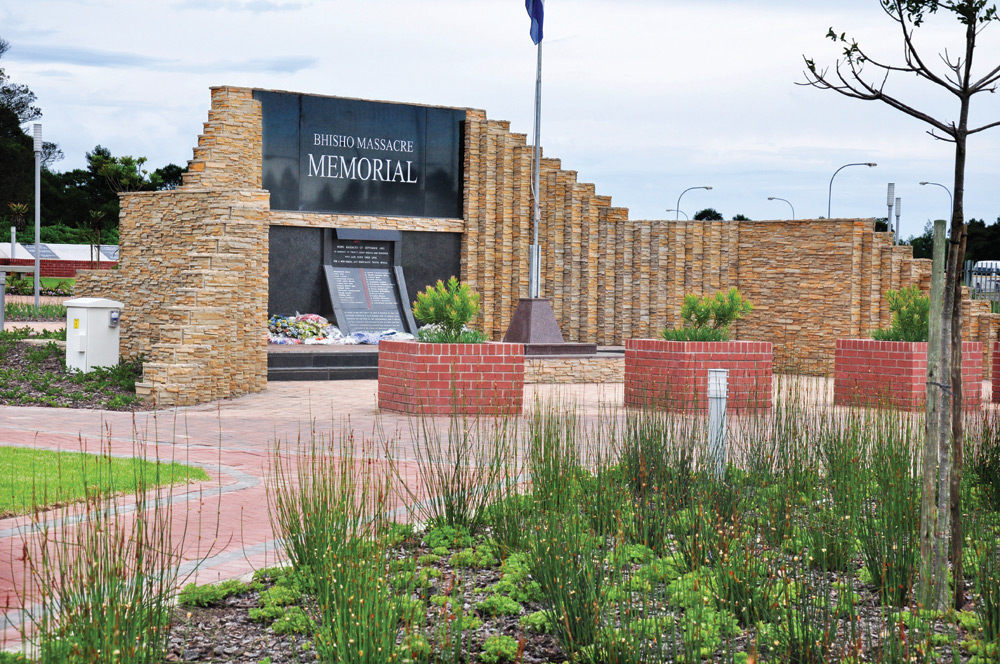
Mémorial dédié aux victimes du massacre à Bisho.

Le Massacre de Bisho a lieu le 7 septembre 1992 à Bisho, dans le bantoustan du Ciskei en Afrique du Sud. Pendant une marche — organisée par l'African National Congress — de 80 000 manifestants demandant la réincorporation du Ciskei dans l'Afrique du Sud, les forces de défense du Ciskei tirent dans la foule faisant 29 morts et 200 blessés, dont 28 membres de l'ANC et un soldat victime de tirs amis. Le massacre entraîne la reprise des négociations sur le démantèlement de l'apartheid en Afrique du Sud, qui avait cessé après le Massacre de Boipatong,  Nelson Mandela rencontrant Frederik de Klerk le 26 septembre pour établir un organisme indépendant pour surveiller les opérations de police.

## Enquêtes ultérieures
La Commission Goldstone condamne le gouvernement du Ciskei pour avoir interdit toute activité politique et la violence meurtrière de ses forces de défense. Elle rejette l'affirmation que les manifestants avaient tiré les premiers et prouve ensuite que le soldat mort avait été victime d'un tir ami.   Elle condamne également l'organisateur de l'ANC  Ronnie Kasrils pour son action irresponsable de mener les manifestants à marcher au travers des barbelés et les détruire, provoquant l'ouverture du feu des soldats.
La Commission de vérité et de réconciliation refuse en 2000 l'amnistie aux principaux responsables du massacre à cause de la violence et de la disproportion de leurs actions, non liées à un motif politique. Ils sont donc ensuite jugés mais déclarés non coupables car en situation d'autodéfense.